# 사방지
사방지(舍方知, 謝方知, ? ~ ?)는 조선 초기의 인물로, 간성의 대표적인 예이다.

## 사건
1462년 사헌부에서, 여장을 하고 이순지(李純之)의 딸이자 김구석(金龜石)의 아내인 이씨와 간통한 사방지를 취조하였는데, 승정원에서 확인한 결과 그가 요도밑열림증으로 이의(二儀, 남녀한몸)인 것이 밝혀졌다. 세조는 그가 "병자"인 것을 참작하여 따로 국문하지 않았지만, 이 일로 인해 파직된 이순지의 집으로 보내졌다. 1467년 같은 일이 다시 일어나자, 세조는 이렇게 말하면서 사방지를 신창현(新昌縣)으로 옮겼다.
| “ | 이 사람은 인류(人類)가 아니다. 마땅히 모든 원예(遠裔)와 떨어지고 나라 안에서 함께 할 수가 없으니... | ” |
|   | — 《세조실록》, 42권 13년(1467년) 4월 5일                                                           |   |

이씨의 아들 김유악(金由岳)은 이 사건으로 인해 경상도 도사에서 개차(改差)되는 등 불이익을 겪었다.

## 관련 작품

### 드라마
- 《뿌리깊은 나무》(KBS, 1983년 ~ 1984년, 배우 : 이미영)

### 영화
- 《사방지》 (주연 배우: 이혜영)

## 같이 보기
- 임성구지
- 캐스터 세메냐
- 이순지
- 조선 세종
- 간통